# Dragon NaturallySpeaking
Dragon NaturallySpeaking est un logiciel de reconnaissance vocale créé par Dragon Systems. Il est notamment utilisé par des traducteurs comme outil de traductique afin d'accélérer le processus de traduction, et ce pour les mêmes motifs pour lesquels le dictaphone fut utilisé autrefois, ou encore par des professionnels de santé afin de dicter leurs observations médicales.